# Національний музей (Вроцлав)
Національний музей у Вро́цлаві (пол. Muzeum Narodowe we Wrocławiu) — один з основних музеїв Польщі, заснований 1947 року. Музей зберігає одну з найбільших колекцій сучасного мистецтва в країні, до якої увійшли зокрема колекції, передані зі Львова та Києва. Зареєстрований у Державному реєстрі музеїв.

## Інші відділи музею
Окрім головної будівлі музей має ще три окремі відділи:
- Етнографічний музей (Вроцлав)
- Рацлавицька панорама
- Павільйон чотирьох куполів

## Галерея

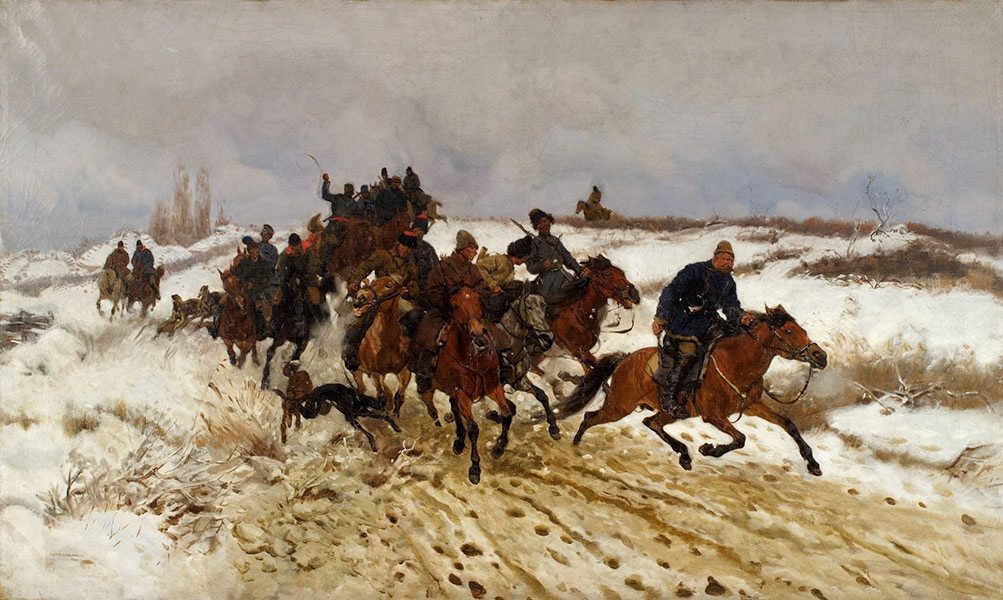
«Полювання» (Юзеф Хелмонський, 1882)
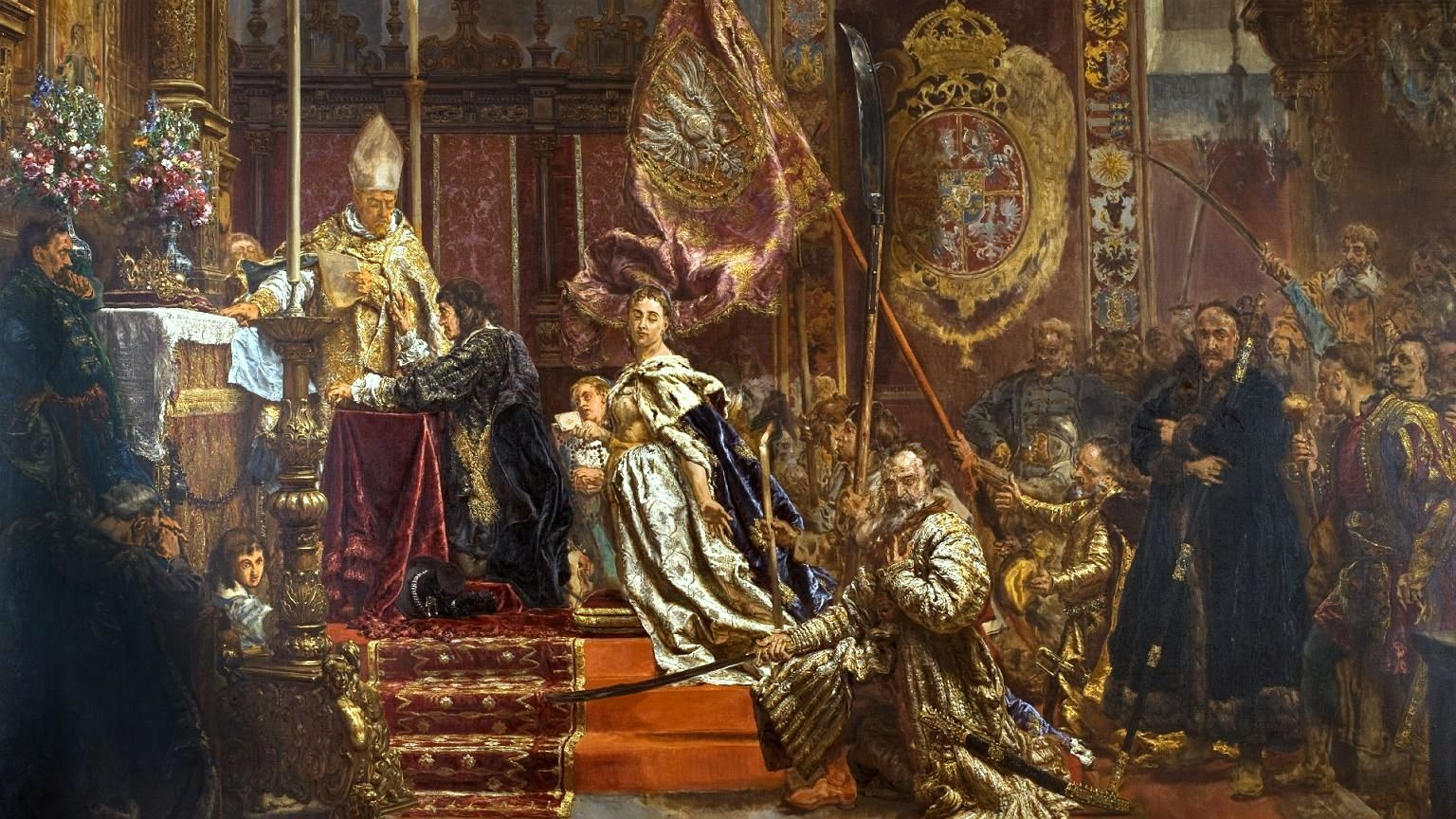
«Клятва Яна Казимира» (Ян Матейко, 1893)
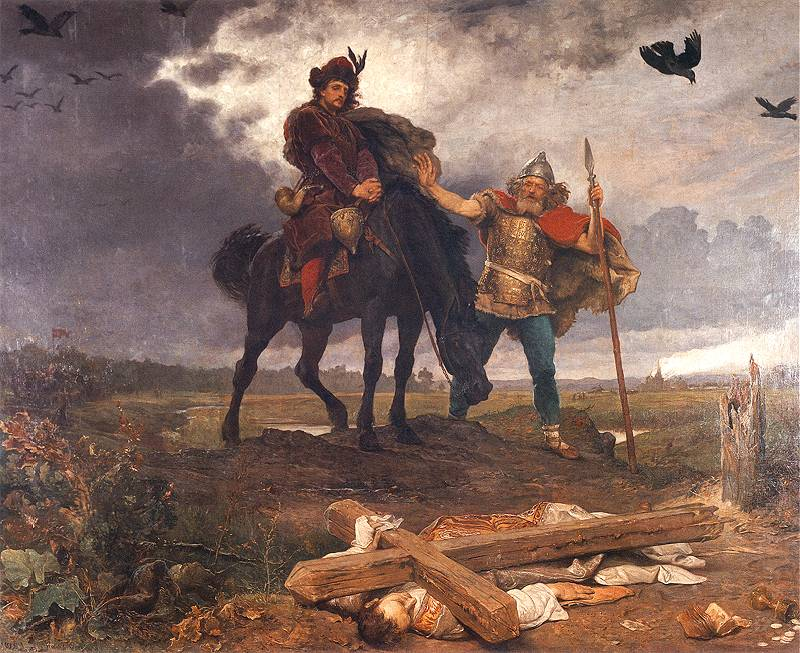
«Казимир I Відновитель» (Войцех Ґерсон, 1893)
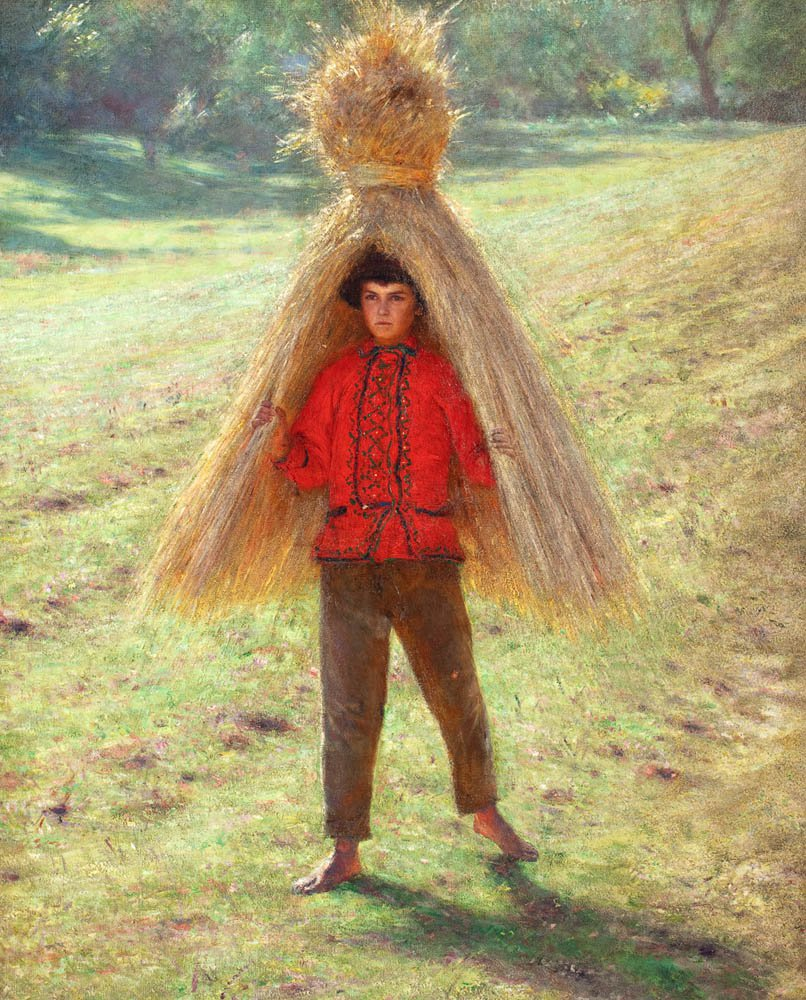
«Хлопець, що несе сніп» (Александр Ґеримський,1893)